# Yevghardi Dasht
Yevghardi Dasht är ett högland i Armenien. Det ligger i den centrala delen av landet, 12 kilometer norr om huvudstaden Jerevan.
Trakten runt Yevghardi Dasht består i huvudsak av gräsmarker. Runt Yevghardi Dasht är det mycket tätbefolkat, med 4 343 invånare per kvadratkilometer.